# Foss Lake
Der Foss Lake (offiziell Foss Reservoir) ist ein Stausee im Custer County im US-Bundesstaat Oklahoma. Er liegt 24 km westlich von Clinton bzw. 10 km nördlich von Foss im Foss State Park.
Der See wurde zwischen 1958 und 1961 durch das U.S. Bureau of Reclamation als Washita Basin Project am Washita River zur Regulierung des Flusses und zur Wasserversorgung von Bessie, Clinton, Cordell und Hobart angelegt. Wegen des sehr harten und trüben Wassers wurde für die Wasserversorgung eine pflanzliche Elektrodialyseanlage errichtet.
Mit einer Kapazität von 436,812 Acre-feet sowie einer Wasserfläche von 3600 Hektar bildet der Foss Lake das größte Standgewässer Westoklahomas. Die Uferlänge beträgt 101 km.
Der Stau erfolgt durch einen 5.530 m langen Damm mit einer Höhe von 43 m und einer Breite von 12 m.
Beim Test einer neuen Sonarausrüstung wurden im September 2013 durch Angehörige der Oklahoma Highway Patrol auf dem Grund des Sees zwei Autowracks geortet. Bei der Bergung der beiden Chevrolet, einer Limousine aus dem Anfang der 1950er Jahre und einem Camaro (Baujahr 1969), wurden darin sechs menschliche Skelette aufgefunden, die mit zwei ungeklärten Vermisstenfällen aus den Jahren 1969 und 1970 in Verbindung gebracht wurden. Im Oktober 2014 wurde bekannt gegeben, dass die Skelette als 6 in der Gegend verschwundene Personen identifiziert wurden.
Am Nordufer befindet sich das Washita National Wildlife Refuge.